# سالوم (آریزونا)
سالوم (به انگلیسی: Salome) یک منطقهٔ مسکونی در ایالات متحده آمریکا است که در شهرستان لاپاز، آریزونا واقع شده‌است. سالوم ۸۶٫۳۴ کیلومتر مربع مساحت و ۱٬۴۴۳ نفر جمعیت دارد و ۵۷۱ متر بالاتر از سطح دریا واقع شده‌است.